# Восточнотиморско-китайские отношения
Восточнотиморско-китайские отношения — двусторонние дипломатические отношения между Китаем и Восточным Тимором.
Отношения между Китаем и Восточным Тимором были установлены после обретения Восточным Тимором независимости 20 мая 2002 года. Однако Китай открыл своё представительство в Дили в 2000 году, когда он ещё находился под управлением Организации Объединённых Наций.
После провозглашения независимости Восточного Тимора Китай оплатил строительство президентского дворца в Дили, а также Министерства иностранных дел и штаба Вооружённых сил Восточного Тимора.
В 2003 году Пекин подписал соглашение с Содружеством португалоязычных стран, членом которого является Восточный Тимор, о расширении торговли и экономического развития между странами. В 2006 году тогдашний президент Шанана Гусман назвал Китай «надёжным другом» и обязал Восточный Тимор придерживаться политики «одного Китая».
В 2014 году две страны опубликовали совместное коммюнике, в котором подтвердили, что Восточный Тимор признаёт правительство Китайской Народной Республики как «единственное законное правительство, представляющее весь Китай», что Тайвань является «неотъемлемой частью китайской территории», и что Восточный Тимор не будет устанавливать «никаких официальных отношений или осуществлять официальные контакты в любой форме» с Тайванем.
Когда Восточный Тимор находился под португальским правлением, Тайвань, как «Китайская Республика», имел консульство в Дили. Однако, когда 28 ноября 1975 года ФРЕТИЛИН в одностороннем порядке провозгласил независимость территории как Демократической Республики Восточный Тимор, Китайская Народная Республика была одной из немногих стран мира, признавших новое государство.
После индонезийского вторжения 7 декабря 1975 года Китай, как постоянный член Совета Безопасности ООН, поддержал резолюцию 384 Совета Безопасности ООН, осуждающую вторжение, поддерживающую право территории на самоопределение и призывающую Индонезию вывести войска.
Между двумя странами также расширяется военное сотрудничество: в 2008 году китайская компания приобрела два патрульных корабля класса «Шанхай». Первоначально эти катера должны были быть укомплектованы китайскими моряками, в то время как китайцы обучали тиморцев охранять своё побережье. Кроме того, Китай подписал контракт на выделение $9 млн на строительство нового штаба для военных в Восточном Тиморе.